# El Nene Montanaro
El Nene Montanaro es una tira de prensa creada con el guion de Horacio Altuna para el diario Clarín desde 1993 hasta el 2002. Cuenta las andanzas del "Nene" en la ciudad de Buenos Aires, él es el típico personaje argentino que sufre la crisis de su país, es desocupado, chanta y mujeriego.
A lo largo de las diversas historias del Nene van desfilando gran cantidad de personajes que destacan por sus diversas filosofías de vida, está Daniela, la hija del mafioso Tito Calabrese, quien ve a las mujeres como rivales; está el Zurdo, viejo bonachón para quien la amistad es lo más importante; aparece Nana, sencilla y solidaria, que se la rebusca como puede para llevar una vida sin depender de nadie y Karina, la rubia que usa a los hombres a su antojo. El eje principal de todas las historias son las mujeres que se cruzan en la vida del Nene y la llenan de problemas. Muchas pasan por su vida pero el Nene solo ama a una: a Silvina, la top model que vive en el exterior, su mejor amiga y exnovia.
- Datos: Q5822622